# Società Sportiva Sambenedettese 1978-1979
Questa pagina raccoglie le informazioni riguardanti la Società Sportiva Sambenedettese nelle competizioni ufficiali della stagione 1978-1979.

## Rosa
| N. |                   | Ruolo | Calciatore           |
| -- | ----------------- | ----- | -------------------- |
|    | Italia (bandiera) | D     | Guglielmo Bacci      |
|    | Italia (bandiera) | A     | Gregorio Basilico    |
|    | Italia (bandiera) | D     | Antonio Bogoni       |
|    | Italia (bandiera) | A     | Ferdinando Bozzi     |
|    | Italia (bandiera) | D     | Luigi Cagni          |
|    | Italia (bandiera) | C     | Otello Catania       |
|    | Italia (bandiera) | D     | Franco Catto         |
|    | Italia (bandiera) | D     | Maurizio Cavazzini   |
|    | Italia (bandiera) | D     | Giancarlo Ceccarelli |
|    | Italia (bandiera) | A     | Francesco Chimenti   |
|    | Italia (bandiera) | A     | Ruggero Corvasce     |

| N. |                   | Ruolo | Calciatore              |
| -- | ----------------- | ----- | ----------------------- |
|    | Italia (bandiera) | P     | Fabrizio Deogratias     |
|    | Italia (bandiera) | C     | Pier Luigi Giani        |
|    | Italia (bandiera) | C     | Marcello Marchi         |
|    | Italia (bandiera) | D     | Mauro Melotti           |
|    | Italia (bandiera) | P     | Antonio Pigino          |
|    | Italia (bandiera) | A     | Marco Romiti            |
|    | Italia (bandiera) | D     | Luigi Sanzone           |
|    | Italia (bandiera) | C     | Arcangelo Sciannimanico |
|    | Italia (bandiera) | D     | Italo Schiavi           |
|    | Italia (bandiera) | C     | Roberto Sgolastra       |

## Risultati

### Serie B

#### Girone di andata
| 24 settembre 1978 1ª giornata | Sampdoria | 0 – 0 | Sambenedettese |  |

| 1º ottobre 1978 2ª giornata | Sambenedettese | 0 – 0 | Lecce |  |

| 8 ottobre 1978 3ª giornata | Cagliari | 0 – 1 | Sambenedettese |  |

| 15 ottobre 1978 4ª giornata | Sambenedettese | 1 – 1 | Rimini |  |

| 22 ottobre 1978 5ª giornata | Udinese | 1 – 0 | Sambenedettese |  |

| 29 ottobre 1978 6ª giornata | Sambenedettese | 0 – 0 | Monza |  |

| 5 novembre 1978 7ª giornata | SPAL | 4 – 0 | Sambenedettese |  |

| 12 novembre 1978 8ª giornata | Sambenedettese | 3 – 2 | Brescia |  |

| 19 novembre 1978 9ª giornata | Bari | 2 – 0 | Sambenedettese |  |

| 26 novembre 1978 10ª giornata | Sambenedettese | 1 – 1 | Foggia |  |

| 3 dicembre 1978 11ª giornata | Genoa | 2 – 0 | Sambenedettese |  |

| 10 dicembre 1978 12ª giornata | Pistoiese | 2 – 0 | Sambenedettese |  |

| 17 dicembre 1978 13ª giornata | Sambenedettese | 3 – 1 | Varese |  |

| 7 gennaio 1979 14ª giornata | Sambenedettese | 2 – 0 | Palermo |  |

| 14 gennaio 1979 15ª giornata | Ternana | 0 – 0 | Sambenedettese |  |

| 21 gennaio 1979 16ª giornata | Sambenedettese | 1 – 0 | Taranto |  |

| 28 gennaio 1979 17ª giornata | Pescara | 3 – 1 | Sambenedettese |  |

| 4 febbraio 1979 18ª giornata | Sambenedettese | 2 – 1 | Cesena |  |

| 11 febbraio 1979 19ª giornata | Nocerina | 1 – 2 | Sambenedettese |  |

#### Girone di ritorno
| 18 febbraio 1979 20ª giornata | Sambenedettese | 2 – 2 | Sampdoria |  |

| 25 febbraio 1979 21ª giornata | Lecce | 2 – 0 | Sambenedettese |  |

| 4 marzo 1979 22ª giornata | Sambenedettese | 1 – 1 | Cagliari |  |

| 11 marzo 1979 23ª giornata | Rimini | 1 – 0 | Sambenedettese |  |

| 18 marzo 1979 24ª giornata | Sambenedettese | 1 – 1 | Udinese |  |

| 25 marzo 1979 25ª giornata | Monza | 1 – 0 | Sambenedettese |  |

| 1º aprile 1979 26ª giornata | Sambenedettese | 1 – 1 | SPAL |  |

| 8 aprile 1979 27ª giornata | Brescia | 0 – 0 | Sambenedettese |  |

| 14 aprile 1979 28ª giornata | Sambenedettese | 1 – 1 | Bari |  |

| 22 aprile 1979 29ª giornata | Foggia | 2 – 3 | Sambenedettese |  |

| 29 aprile 1979 30ª giornata | Sambenedettese | 1 – 1 | Genoa |  |

| 6 maggio 1979 31ª giornata | Sambenedettese | 0 – 0 | Pistoiese |  |

| 13 maggio 1979 32ª giornata | Varese | 2 – 2 | Sambenedettese |  |

| 20 maggio 1979 33ª giornata | Palermo | 2 – 2 | Sambenedettese |  |

| 27 maggio 1979 34ª giornata | Sambenedettese | 0 – 0 | Ternana |  |

| 3 giugno 1979 35ª giornata | Taranto | 2 – 0 | Sambenedettese |  |

| 10 giugno 1979 36ª giornata | Sambenedettese | 1 – 0 | Pescara |  |

| 17 giugno 1979 37ª giornata | Cesena | 0 – 0 | Sambenedettese |  |

| 24 giugno 1979 38ª giornata | Sambenedettese | 3 – 0 | Nocerina |  |

## Statistiche

### Statistiche di squadra
| Competizione | Punti | In casa | In casa | In casa | In casa | In casa | In casa | In trasferta | In trasferta | In trasferta | In trasferta | In trasferta | In trasferta | Totale | Totale | Totale | Totale | Totale | Totale | DR  |
| Competizione | Punti | G       | V       | N       | P       | Gf      | Gs      | G            | V            | N            | P            | Gf           | Gs           | G      | V      | N      | P      | Gf     | Gs     | DR  |
| ------------ | ----- | ------- | ------- | ------- | ------- | ------- | ------- | ------------ | ------------ | ------------ | ------------ | ------------ | ------------ | ------ | ------ | ------ | ------ | ------ | ------ | --- |
| Serie B      | 36    | 19      | 7       | 12      | 0       | 24      | 13      | 19           | 2            | 6            | 11           | 11           | 29           | 38     | 9      | 18     | 11     | 35     | 42     | -7  |
| Coppa Italia | 1     | 2       | 0       | 1       | 1       | 1       | 3       | 2            | 0            | 0            | 2            | 0            | 6            | 4      | 0      | 1      | 3      | 1      | 9      | -8  |
| Totale       |       | 21      | 7       | 13      | 1       | 25      | 16      | 21           | 2            | 6            | 13           | 11           | 35           | 42     | 9      | 19     | 14     | 36     | 51     | -15 |

### Statistiche dei giocatori
| Giocatore        | Serie B  | Serie B | Serie B     | Serie B    | Coppa Italia | Coppa Italia | Coppa Italia | Coppa Italia | Totale   | Totale | Totale      | Totale     |
| Giocatore        | Presenze | Reti    | Ammonizioni | Espulsioni | Presenze     | Reti         | Ammonizioni  | Espulsioni   | Presenze | Reti   | Ammonizioni | Espulsioni |
| ---------------- | -------- | ------- | ----------- | ---------- | ------------ | ------------ | ------------ | ------------ | -------- | ------ | ----------- | ---------- |
| G. Bacci         | 19       | 2       | ?           | ?          | ?            | ?            | ?            | ?            | 19+      | 2+     | ?           | ?          |
| G. Basilico      | 7        | 0       | ?           | ?          | ?            | ?            | ?            | ?            | 7+       | 0+     | ?           | ?          |
| A. Bogoni        | 21       | 0       | ?           | ?          | ?            | ?            | ?            | ?            | 21+      | 0+     | ?           | ?          |
| F. Bozzi         | 33       | 2       | ?           | ?          | ?            | ?            | ?            | ?            | 33+      | 2+     | ?           | ?          |
| L. Cagni         | 29       | 0       | ?           | ?          | ?            | ?            | ?            | ?            | 29+      | 0+     | ?           | ?          |
| O. Catania       | 24       | 1       | ?           | ?          | ?            | ?            | ?            | ?            | 24+      | 1+     | ?           | ?          |
| F. Catto         | 27       | 0       | ?           | ?          | ?            | ?            | ?            | ?            | 27+      | 0+     | ?           | ?          |
| M. Cavazzini     | 21       | 2       | ?           | ?          | ?            | ?            | ?            | ?            | 21+      | 2+     | ?           | ?          |
| G. Ceccarelli    | 32       | 3       | ?           | ?          | ?            | ?            | ?            | ?            | 32+      | 3+     | ?           | ?          |
| F. Chimenti      | 31       | 5       | ?           | ?          | ?            | ?            | ?            | ?            | 31+      | 5+     | ?           | ?          |
| R. Corvasce      | 16       | 4       | ?           | ?          | ?            | ?            | ?            | ?            | 16+      | 4+     | ?           | ?          |
| F. Deogratias    | 4        | -4      | ?           | ?          | ?            | ?            | ?            | ?            | 4+       | -4+    | ?           | ?          |
| P. Giani         | 37       | 7       | ?           | ?          | ?            | ?            | ?            | ?            | 37+      | 7+     | ?           | ?          |
| M. Marchi        | 22       | 0       | ?           | ?          | ?            | ?            | ?            | ?            | 22+      | 0+     | ?           | ?          |
| M. Melotti       | 31       | 2       | ?           | ?          | ?            | ?            | ?            | ?            | 31+      | 2+     | ?           | ?          |
| A. Pigino        | 35       | -38     | ?           | ?          | ?            | ?            | ?            | ?            | 35+      | -38+   | ?           | ?          |
| M. Romiti        | 10       | 3       | ?           | ?          | ?            | ?            | ?            | ?            | 10+      | 3+     | ?           | ?          |
| L. Sanzone       | 29       | 0       | ?           | ?          | ?            | ?            | ?            | ?            | 29+      | 0+     | ?           | ?          |
| A. Sciannimanico | 21       | 2       | ?           | ?          | ?            | ?            | ?            | ?            | 21+      | 2+     | ?           | ?          |
| I. Schiavi       | 5        | 2       | ?           | ?          | ?            | ?            | ?            | ?            | 5+       | 2+     | ?           | ?          |
| R. Sgolastra     | 1        | 0       | ?           | ?          | ?            | ?            | ?            | ?            | 1+       | 0+     | ?           | ?          |